# Torfgränke
Die Torfgränke (Chamaedaphne calyculata), auch Zwerglorbeer oder Lederblatt genannt, ist die einzige Art der Pflanzengattung Chamaedaphne innerhalb der Familie der Heidekrautgewächse (Ericaceae).

## Beschreibung

### Vegetative Merkmale

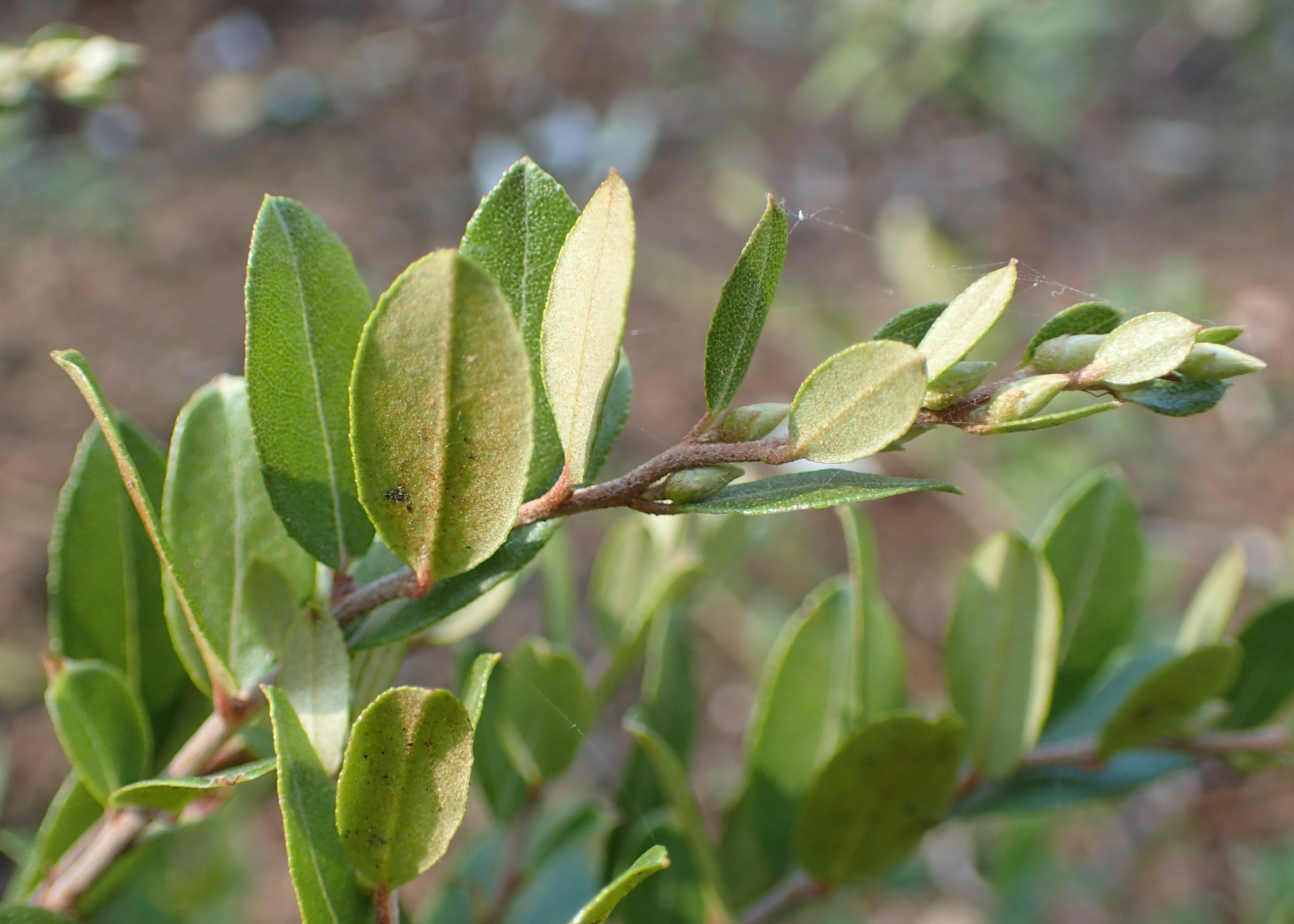
Zweig mit wechselständigen einfachen Laubblättern

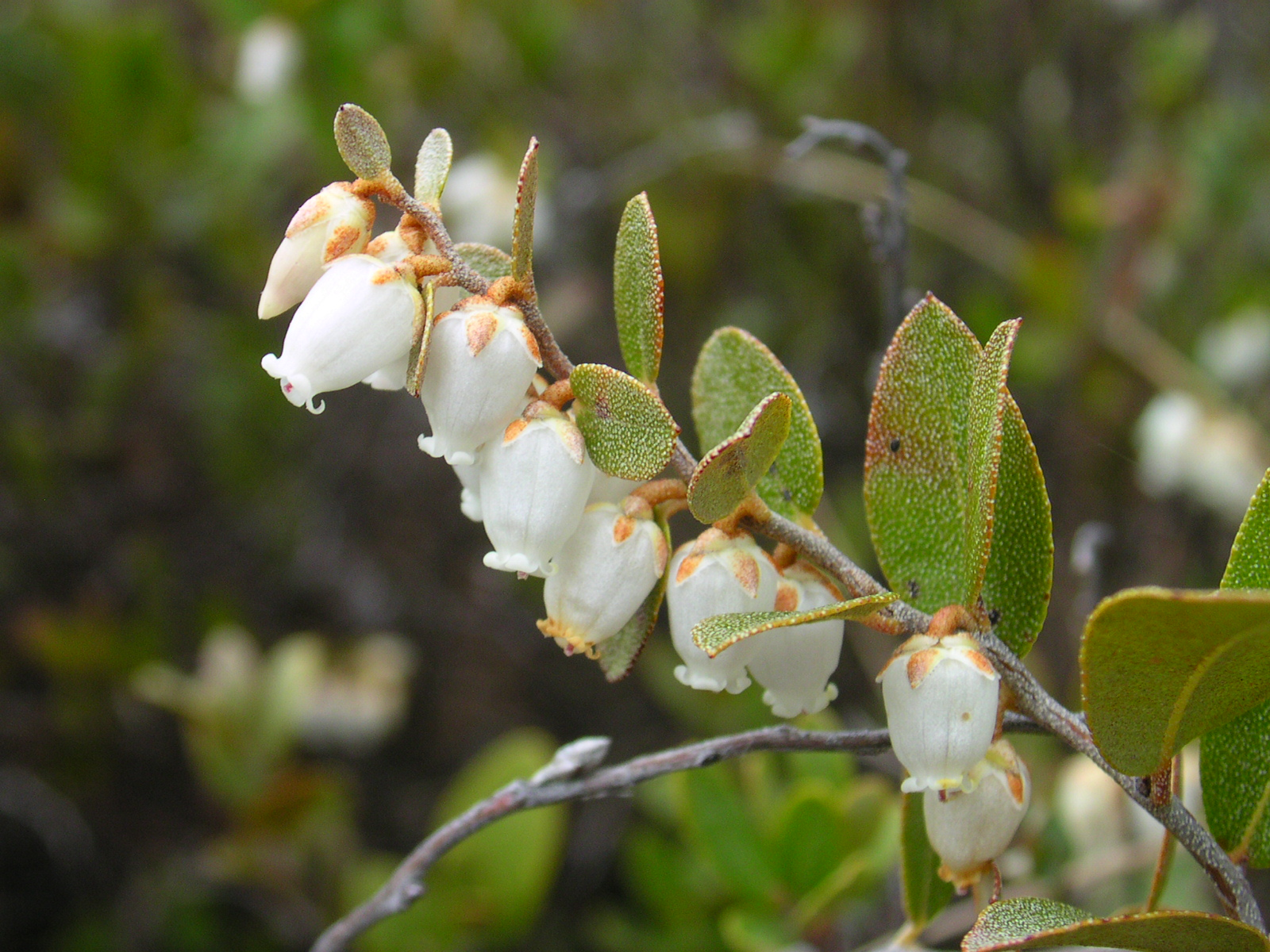
Blütenstand

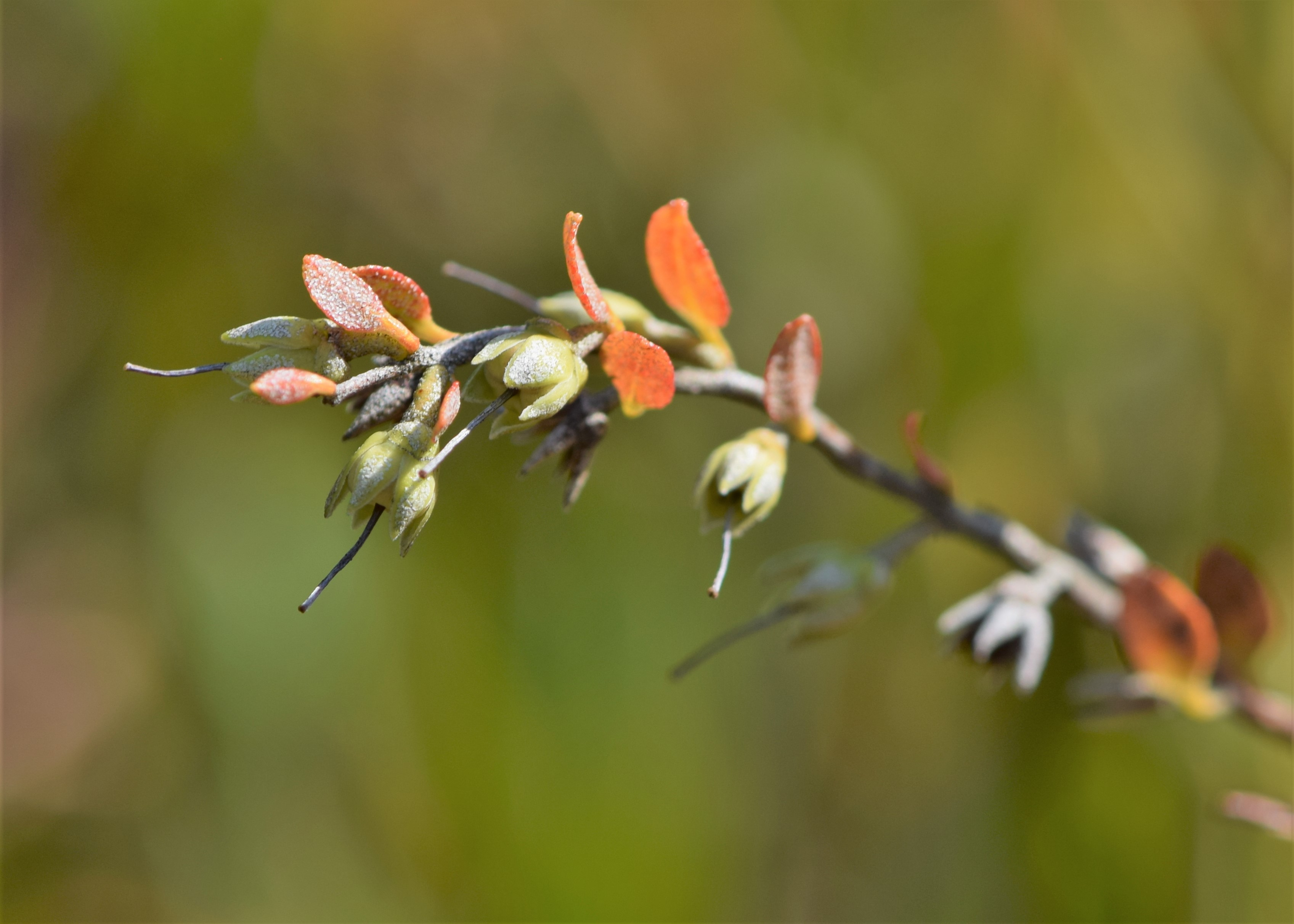
Zweig mit jungen Früchten

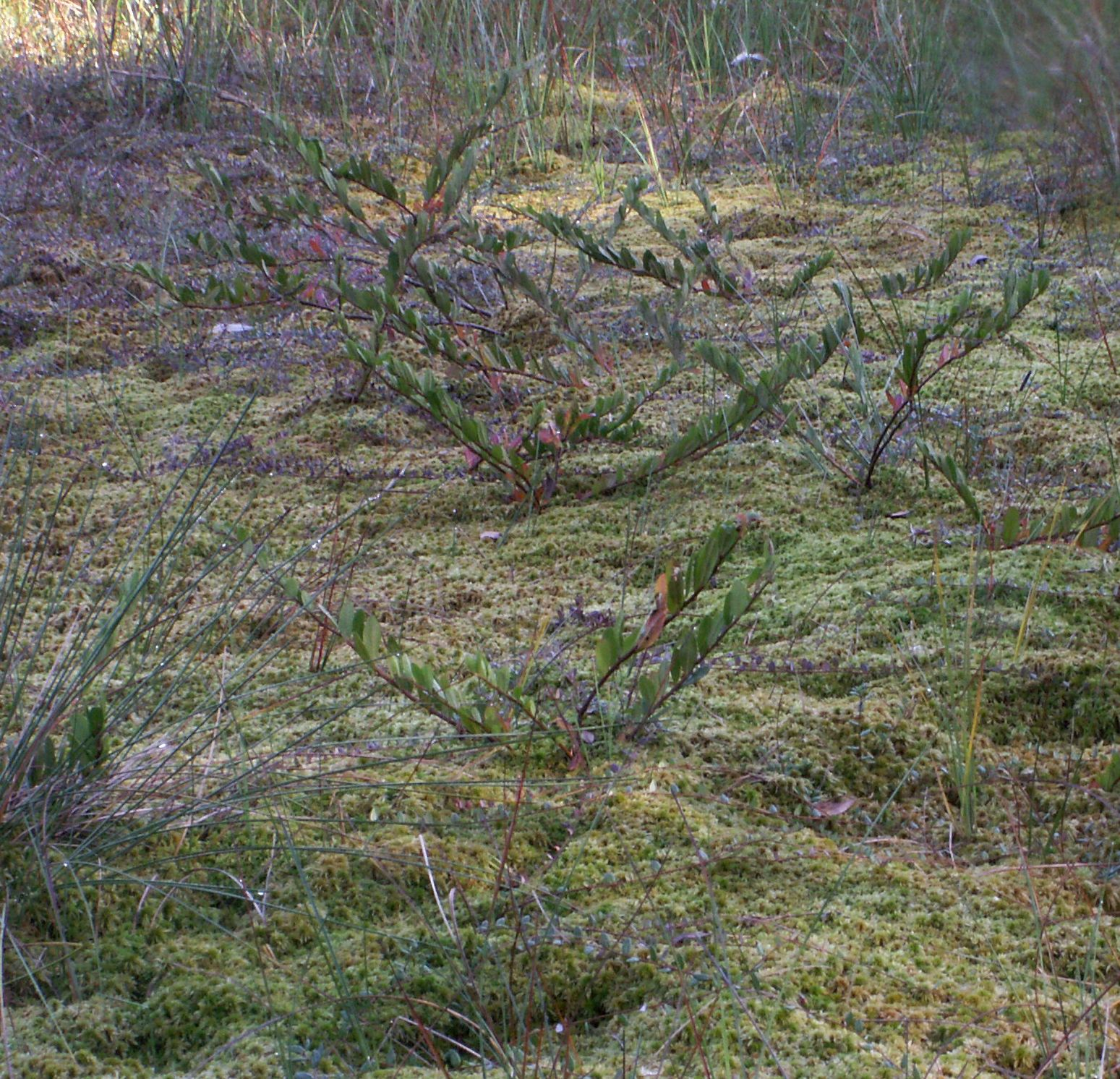
Torfgränke auf einem Schwingrasen, hier in Litauen

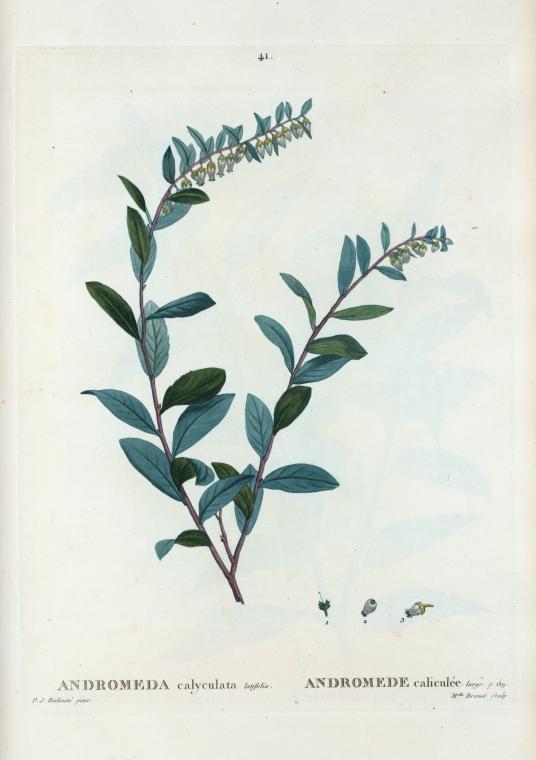
Illustration von Pierre-Joseph Redouté in Traité des arbres et arbustes que l'on cultive en France en pleine terre

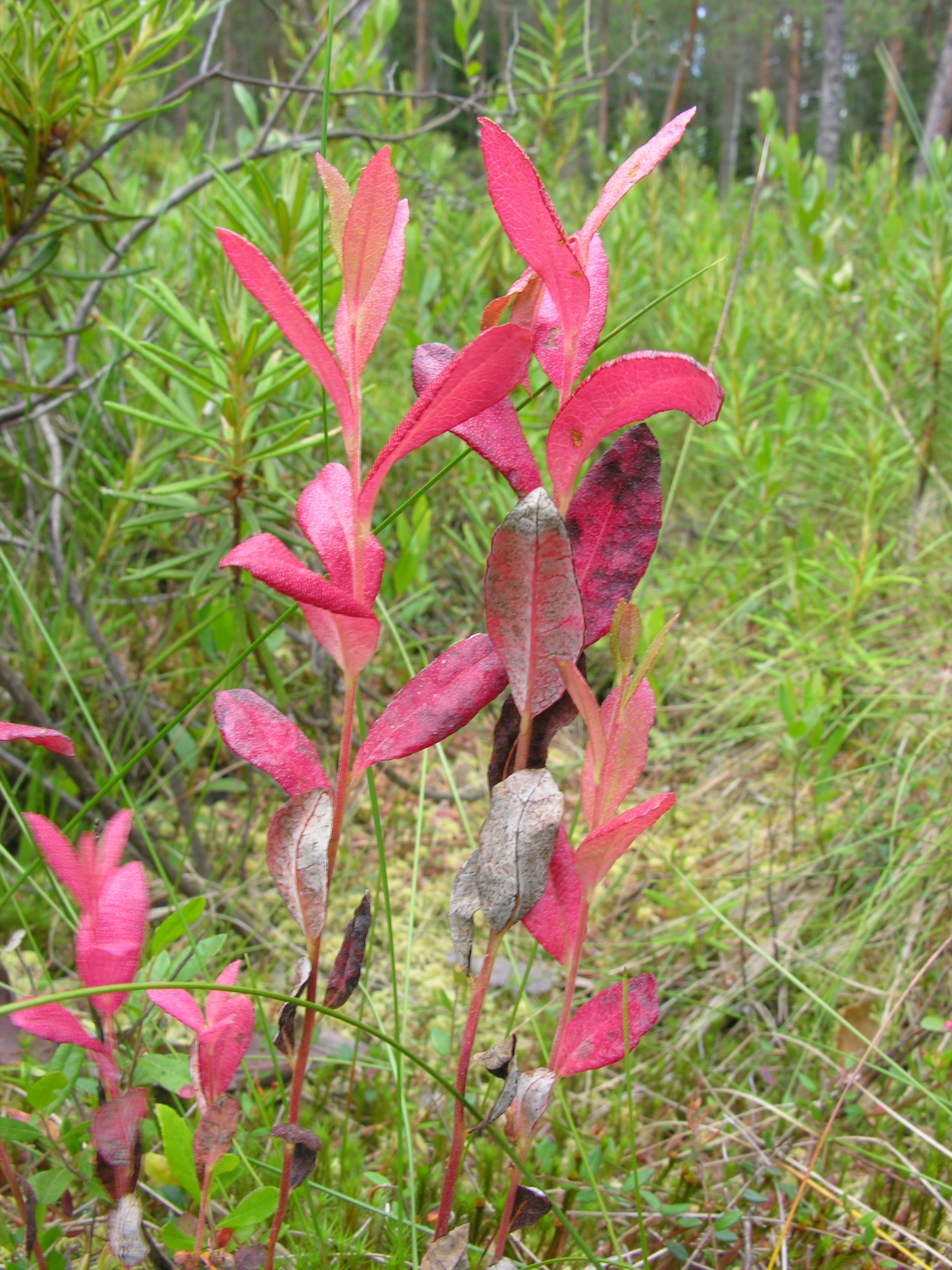
Torfgränke mit dem Pilz Exobasidium savilei

Die Torfgränke ist ein immergrüner und reich verzweigter Zwergstrauch, der Wuchshöhen von 40 bis über 100 (20 bis 150) Zentimetern erreicht. Die Hauptäste sind aufrecht. Die Zweige sind aufsteigend bis ausgebreitet. Die rötlich-gelbbraune Rinde der Zweige ist mit Schuppen bedeckt und behaart.
Die wechselständig an den Zweigen angeordneten, teils aufrechten Laubblätter sind in Blattstiel und -spreite gegliedert. Der Blattstiel ist mit einer Länge von 1,5 bis 3 Millimetern relativ kurz. Die einfachen, derben, ledrigen, steifen, kahlen, flachen Blattspreiten sind bei einer Länge von selten, 1 bis, meist 2 bis 5 Zentimetern sowie einer Breite von 1 bis 1,5 Zentimetern meist länglich bis elliptisch oder lanzettlich bis selten verkehrt-eiförmig, seltener eiförmig mit keilförmiger Basis und gerundetem bis spitzem und fein-stachelspitzigem oberen Ende. Der oft leicht umgebogen Blattrand ist ganzrandig bis feingekerbt oder -gezähnt, gezähnt-gekerbt. Vor allem die matt oliv-grüne Blattunterseite ist gelblich bis silbrig oder bräunlich, rostig beschuppt. Die Blattoberseite ist dunkelgrün. Die überwinternden Laubblätter werden braun bis bronzefarben bzw. die Schuppen. 

### Generative Merkmale
Die 8 bis 20 hängenden Blüten befinden sich einseitig in einem endständigen, 4 bis 12 Zentimeter langen, kurzen und bräunlich schuppigen traubigen Blütenstand. Der dicht behaarte Blütenstiel ist mit einer Länge von 2 bis 5 Millimetern relativ kurz. Am Ende des Blütenstiels direkt unter der Blüte befinden sich zwei Deckblätter (kleiner als die normalen Blätter; nach anderer Meinung reduzierte Blätter), die auch während der Fruchtreife noch vorhanden sind und laubblattähnlich sowie auf ihrer Außenseite bräunlich beschuppt sowie am Rand bewimpert sind.
Die relativ kleinen, meist zwittrig, seltener funktionell eingeschlechtig Blüten sind radiärsymmetrisch und fünfzählig mit doppelter Blütenhülle. Die fünf freien, ledrigen Kelchblätter sind bei einer Länge von 1,5 bis 3 Millimetern breit-dreieckig bis eiförmig mit spitzem oberen Ende, außen bräunlich beschuppt und bewimpert. Die fünf weißen, kahlen, 5 bis 7 Millimeter langen Kronblätter sind auf etwa 3/4 ihrer Länge zylindrisch bis urnenförmig verwachsen und der etwas verengte Schlund endet mit fünf kurzen, zurückgebogenen Kronlappen. Es ist ein zehnlappiger Nektardiskus vorhanden. Es sind zehn kurze Staubblätter vorhanden; sie überragen die Blütenkrone nicht. Die weißen verbreiterten, abgeflachten, pfriemlichen, kahlen Staubfäden verschmälern sich an ihrer Basis kurz abrupt. Die Staubbeutel besitzen am oberen Ende zwei aufrechte, röhrige Anhängsel, die so lang sind wie ihre Staubbeutel, die sich mehr oder weniger am oberen Ende mit Poren öffnen. Fünf Fruchtblätter sind zu einem fünfkammerigen, oberständigen Fruchtknoten verwachsen, mit knapp vorstehendem Griffel und kleiner Narbe.
An der Frucht sind der beständige Griffel, der Kelch sowie die Deckblätter vorhanden. Die mit einer Länge von 4 bis 6 Millimetern und einem Durchmesser von 3 bis 4, selten bis zu 5 Millimetern relativ kleinen, oben etwas eingedrückt und abgeflacht rundlichen, kahlen, lappigen Kapselfrüchte öffnen sich lokulizid und enthalten viele (35 bis 50) Samen. Die bräunlichen, ungeflügelten Samen sind bei einer Länge von bis zu 1 Millimeter halbmond- bis keilförmig und abgeflacht. Die Samenschale ist streifig. Die Früchte bleiben noch länger an der Pflanze stehen.

### Chromosomensatz
Die Chromosomengrundzahl beträgt x = 11; es liegt Diploidie mit einer Chromosomenzahl von 2n = 22 vor.

## Ökologie und Phänologie

### Phänologie
Die Hauptblütezeit reicht in Mitteleuropa von April bis Juni; im Spätsommer erfolgt oft eine zweite Blütezeit; in Nordamerika reicht sie von April bis Juli.
Die Früchte reifen in Nordamerika von Juli bis August. Im Sommer werden mit der Reife der Früchte bereits die Blütenknospen für das nächste Jahr angelegt und die leeren Kapselfrüchte bleiben noch sehr lange an den Zweigen erhalten.

### Die Torfgränke als Wirtspflanze für Pilze
Die Nacktbasidien Exobasidium cassandrae und Exobasidium savilei befallen die Torfgränke. Erstere kommt auf einzelnen Blättern vor, letztere befällt die Jahrestriebe.

## Vorkommen
Die Torfgränke ist zirkumpolar verbreitet. Vorkommen existieren in Nordosteuropa, insbesondere in Finnland, Russland und im Baltikum, in Nordasien und in Nordamerika. Es gibt Fundortangaben für Schweden, Finnland, Polen, Belarus, den europäischen Teil Russlands, West- sowie Ostsibirien, die russischen Gebiete Habarovskij, Region Primorje, Oblast Amur, Kamčatskij, Magadanskaja sowie Oblast Sachalin, die japanische Insel Hokkaido, die Innere Mongolei und die chinesischen Provinzen Heilongjiang sowie Jilin, die kanadischen Gebiet Northwest Territories, Yukon, Québec, Nova Scotia, Ontario, Prince Edward Island, New Brunswick, Neufundland und Labrador, Saskatchewan, Alberta, Manitoba sowie British Columbia und östlichen bis zentralen US-Bundesstaaten Connecticut, Indiana, Maine, Massachusetts, Michigan, New Hampshire, New Jersey, New York, Ohio, Pennsylvania, Rhode Island, Vermont, Illinois, Minnesota, Wisconsin, Maryland, North Carolina sowie Virginia. In Polen sind geringe Vorkommen bekannt. In Russland kommt die Torfgränke bis 68° 30' nördlicher Breite vor.
In Nordamerika gedeiht Chamaedaphne calyculata in den subarktischen bis borealen Torflandschaften, Rändern von moorigen Sümpfen und Fließgewässern in Nadelwäldern, Pocosin in Küstenebenen und bilden oft dichte Dickichte in Höhenlagen von 0 bis 1300 Metern.
Die Torfgränke gedeiht meist in Hochmooren, kommt in Schwingrasen vor sowie in (Rauschbeer)-Kiefernbruchwäldern. Seltener ist die Torfgränke in Zwischenmooren anzutreffen.
In Deutschland sind keine natürlichen Vorkommen bekannt. Dennoch wurde die Torfgränke in der „deutschen Botanik“ behandelt, da sie im ehemaligen Ostpreußen vorkommt.

## Systematik
Die Erstveröffentlichung erfolgte 1753 unter dem Namen (Basonym) Andromeda calyculata durch Carl von Linné in Species Plantarum, Tomus I, S. 394. Die Gattung Chamaedaphne wurde 1794 mit der Neukombination der Art zu Chamaedaphne calyculata (L.) Moench durch Conrad Moench in Methodus Plantas Horti Botanici et Agri Marburgensis, Marburgi Cattorum: Nova Libraria Academiae. S. 457 aufgestellt. Synonyme für Chamaedaphne calyculata (L.) Moench sind: Andromeda calyculata var. angustifolia Aiton, Andromeda calyculata var. latifolia Aiton, Andromeda calyculata var. nana Lodd., Cassandra calyculata (L.) D.Don, Cassandra calyculata var. angustifolia (Aiton) A.Gray, Cassandra calyculata var. latifolia (Aiton) F.Seym., Chamaedaphne calyculata var. angustifolia (Aiton) Rehder, Chamaedaphne calyculata var. latifolia (Aiton) Fernald
Chamaedaphne calyculata ist die einzige Art der Gattung Chamaedaphne aus der Tribus Gaultherieae in der Unterfamilie Vaccinioideae innerhalb der Familie Ericaceae.

## Inhaltsstoffe und Nutzung
Die Laubblätter sind giftig; sie enthalten Andromedotoxin. Die Laubblätter wurden jedoch von den Indianern als Tees genutzt. Die Torfgränke wird gelegentlich als Zierpflanze verwendet.